# GO!GO!カートくん
GO!GO!カートくん（ゴー！ゴー！カートくん）は、ミキハウスのキャラクターを原案とするCGアニメーション。
2002年からBS朝日、キッズステーションにて放送されていた。また、ミキハウスが出稿している街頭ビジョンでも放映されたことがある。

## 登場人物
カートくん
声 - 川上とも子→中西裕美子
ジェーンちゃん
声 - 今野宏美→阪田佳代
スティーブくん
声 - 笹田貴之→福圓美里
クッキー
声 - まさきせい→福圓美里
いじわるディブ
声 - 岐部公好
ケビンくん
声 - 阪口大助→坂巻亮侑
常に他の仲間たちとは別行動で遊んでいる。ピンチの時はスペシャルパワーミルクを強制的に飲ませることでカートくんは一時的な覚醒状態となり、さまざまなパワーを発現する。ミルク内には謎のエネルギー物質が混入しておりカートくんの言動からも、若干の中毒性もあるようである。